# Idrottsläkare
Idrottsläkare i Sverige är den som har särskild erfarenhet och utbildning inom idrottsmedicin. Idrottsläkare är officiellt organiserade i Svensk Idrottsmedicins Förening, IMF, som är en sektion inom Läkarsällskapet. Förbundsläkare är idrottsläkare som dels genomgått definierad utbildning och därpå följande utnämning genom IMF, och dels innehar tjänst som sådan tjänst inom ett idrottsförbund.